# الکل ۱۲۰٪
نرم‌افزار الکل ۱۲۰٪ یا  Alcohol 120% با همسان سازی، نگاشت و رونویسی همه گونه CD و DVD در نوع خود بی مانند است، این نرم‌افزار با بهره‌گیری از نوین‌ترین فناوری روز همواره در راه پیشرفت و گسترش است و هر روزه ویژگی‌های نوینی به آن افزوده می‌شود. از سوی این برنامه می‌توان با نگاشت گرفتن (اندوختن کل دانستار در چهارچوب یک فایل روی هارد دیسک) از سی دی‌هایی که پیاپی از آن‌ها بهره برده می‌شود، بدون گذاشتن CD در CD-ROM به آن‌ها دست یافت، تنها یک فشار دکمه نیاز است تا نگاشت با سرعتی نزدیک ۲۰۰X سوار شود.
این نرم‌افزار همچنین یکی از نیرومندترین نرم‌افزارها در زمینه رایت همه گونه CD و DVD می‌باشد و توانایی خواندن سی دی‌های خش دار و رونویسی برداری از سی دی‌های قفل دار یا دارای بد سکتور را نیز دارا می‌باشد.

## کارایی‌های کلیدی نرم‌افزار Alcohol 120%
همچنین این برنامه یکی از نرم‌افزارهای شناخته شده در زمینه رونویسی همه گونه سی دی و دی وی دی به شمار می‌آید. این نرم‌افزار می‌تواندبیشتر سی دی و دی وی دی‌هایی که قفل شده‌اند را رونویسی رایت نماید. Alcohol 120% با پشتیبانی از بیشتر فرمت‌ها می‌تواند تا خواسته‌های کاربران را تا نزدیک فراوانی برآورده سازد. ساخت ۶ درایو انگاری (Virtual Drive) بگونه همزمان توانایی مهم دیگری است که این نرم‌افزار در خود جای داده‌است.
- رایت همه گونه سی دی و دی وی دی
- پشتیبانی از بیشتر فرمت‌ها مانند  mds,ccu,ccd,bwt,iso,nrg و...
- توانایی ساخت ۶ درایو انگاری بگونه همزمان
- توانایی پاک کردن دانستار از روی سی دی و دی وی دی
- توانایی تبدیل صوت
- توانایی ساخت نگاشت از سی دی و دی وی دی
- رایت هرگونه قفل سی دی و دی وی دی
- سازگاری با نسخه‌های گوناگون ویندوز مانند ویندوز ویستا و ویندوز ۷

## Alcohol 52%
الکل ۵۲٪ نسخه‌ای رایگان از الکل ۱۲۰٪ است که تنها توانایی رونویسی و کپی CD و DVD را ندارد.

## بنمایه
1. ↑  
http://support.alcohol-soft.com/en/knowledgebase.php?postid=14999&title=Image+FormatsSupported+by+Alcohol